# Paracaligelloides
Paracaligelloides es un género de foraminífero bentónico de estatus incierto, aunque considerado perteneciente a la familia Caligellidae, de la superfamilia Moravamminoidea, del suborden Fusulinina y del orden Fusulinida. Su especie tipo es Paracaligelloides abramjanae. Su rango cronoestratigráfico abarca el Devónico superior.

## Discusión
Clasificaciones más recientes incluirían Paracaligelloides en la superfamilia Caligelloidea, del suborden Earlandiina, del orden Earlandiida, de la subclase Afusulinana y de la clase Fusulinata.

## Clasificación
Paracaligelloides incluye a las siguientes especies:
- Paracaligelloides abramjanae †
- Paracaligelloides muricatiformis †
- Paracaligelloides serpuchoviensis †